# Kalsilita
La kalsilita es un mineral de la clase de los tectosilicatos, y dentro de esta pertenece al llamado "grupo de los feldespatoides". Fue descubierta en 1942 en el distrito de Gomba, en Uganda, siendo nombrada por su composición química: "K" de potasio, "al" de aluminio y "sili" de silicio. Un sinónimo poco usado es el de parakaliofilita.

## Características químicas
Es un tectosilicato puro -sin otros aniones ni agua- de potasio y aluminio, como otros feldespatoides. Además de los elementos de su fórmula, suele llevar como impurezas: hierro, magnesio, calcio o sodio.
Es polimorfo con la kaliofilita, panunzita y trikalsilita.

## Formación y yacimientos
En el ambiente que se encontró, un volcán en Uganda, apareció como cristales embebidos en lavas pobres en sílice y en rocas ígneas conteniendo nefelina. Aparece en la masa basal de algunas lavas o tobas ricas en potasio y deficientes en sílice; raras en sienitas; se puede formar por la descomposición de leucita rica en sílice en rocas ultramáficas alcalinas, así como depositarse en facies granulitas.
Suele encontrarse asociado a otros minerales como: olivino, melilita, clinopiroxeno, flogopita, nefelina o leucita.